# Troisième choc pétrolier

Variation mensuelle des prix du pétrole (Brent), en dollars constants et courant, de mai 1987 à avril 2011. Source: Energy Information Administration, département de l'Énergie des États-Unis.

L'expression « troisième choc pétrolier » est utilisée par certains journalistes, spécialistes et hommes politiques pour désigner un choc d'offre, c'est-à-dire une augmentation des records, qui dépasse tous les records historiques au premier semestre 2008, et qui a commencé entre 2003 et 2005 selon les observateurs,,, à la suite chronologique du début en 2003 de l'invasion de l'Irak, évènement historique désormais majeur du tournant du siècle. Entre septembre 2003 et juin 2008 en effet, l’économie mondiale a assisté à un quintuplement des cours du pétrole en dollars constants, augmentation des cours qui s’est accélérée au premier semestre 2008 par un doublement en un an. Le record historique de prix du baril de pétrole en dollars constants de 103,76 dollars d’avril 1980 qui datait du deuxième choc pétrolier a été battu le 3 mars 2008. L’augmentation des cours s’est poursuivie jusqu’à atteindre un pic record de 144,27 dollars à New York le 2 juillet 2008 et a dépassé 145 dollars en Asie le 3 juillet. Avec la crise des subprimes, qui entraîne une crise économique mondiale et le recul de la consommation, les cours du brut perdent en cinq mois plus des deux tiers de leur valeur, chutant en décembre 2008 à 32 dollars (36 dollars de janvier 2016).
L’augmentation des cours a été qualifiée de « troisième choc pétrolier » par les médias, spécialistes et politiques francophones à partir de 2005, que cela soit pour confirmer le phénomène, ou réfuter sa durabilité et son impact à ses débuts. En 2008, certains chef d’États ont également évoqué « un troisième choc pétrolier » dont Gordon Brown,, Nicolas Sarkozy qui a parlé de « choc pétrolier » et Angela Merkel d'un « choc d'une ampleur inédite ». Le président de l'Agence internationale de l'énergie a déclaré  en juin 2008 que le monde traversait une troisième crise énergétique et a demandé une « révolution énergétique » pour réduire la demande. En outre, l'AIE déclare en 2018 dans son rapport World Energy Outlook 2018 que ce troisième choc pétrolier pourrait bien représenter le pic absolu de pétrole conventionnel au niveau mondial, en déclin progressif depuis lors,.

## Historique et comparaison avec les chocs pétroliers précédents

### Caractéristiques
Pour une analyse exhaustive du marché pétrolier sur une longue période se reporter à la fiche pic pétrolier.
Contrairement au premier et au deuxième choc pétrolier où les prix ont été multipliés par trois en quelques mois et en un temps très court, le troisième choc se caractérise par une hausse forte mais progressive de 2003 à 2007, puis une hausse d'une ampleur et d'un niveau sans précédent au premier semestre 2008, liée à une hausse de la demande[réf. nécessaire] dans une ambiance de forte création monétaire depuis 2007 et de haute conjoncture, associée à une stagnation de l'offre et à la spéculation,, entretenue par une crainte de coupure des approvisionnements (le sommet des cours correspond aux Jeux olympiques d'été de 2008) et une recherche de valeur refuge tandis que les marchés boursiers s'effondrent.
La durée et l'ampleur du choc pétrolier sont débattues par les experts. Certains tablent sur un choc qui pourrait s'amplifier, d'après certains analystes comme Morgan Stanley ou Goldman Sachs, le baril atteignant 150 à 200 dollars en 2008-2009, voire 250 dollars selon Gazprom, d'autres experts prévoient une retombée rapide des cours, mais la plupart soulignent le caractère incertain de leurs prédictions. En 2009, le cours du baril se stabilise à proximité de 70 dollars, soit environ 50 euros compte tenu de la faiblesse du dollar constatée sur la même période. L'OPEP table plus ses projections sur un baril évoluant entre 70 et 100 dollars

### Effets
À court terme, l'augmentation brutale des prix du pétrole a eu un effet inflationniste d'abord en affectant les professions dépendant directement des carburants qui donnent lieu à de nombreuses manifestations à travers le monde.
À plus long terme, les politiques structurantes sont menées par les grands pays consommateurs pour réduire la dépendance au pétrole : énergies de substitution, augmentation de l’efficacité énergétique dans le bâtiment et le transport, etc. La durée du choc pétrolier de 2008, la crainte des effets du réchauffement climatique, l'apparition du bilan carbone, nouvel outil de mesure et de marché défavorable aux énergies fossiles, et la solidarité des pays producteurs, concourent à une réponse à long terme des pays consommateurs.

## Courbe historique des prix du pétrole

Historique des prix du pétrole de 1861 à 2007 en dollar constant ou courant. Le prix du baril de Brent a atteint en mai 2008 la moyenne de 122,80 dollars.